# Nystalea plumipes
Nystalea plumipes är en fjärilsart som beskrevs av William Schaus 1901. Nystalea plumipes ingår i släktet Nystalea och familjen tandspinnare. Inga underarter finns listade i Catalogue of Life.